# معسكر باتكوفيتش
معسكر باتكوفيتش كان معسكر احتجاز تديره سلطات صرب البوسنة والهرسك بين عامي 1992 و 1996 في باتكوفيتش وهي قرية في بلدية بيلينا بالبوسنة والهرسك خلال حرب البوسنة والهرسك. يُعتقد أنه كان أول معسكر اعتقال في حرب البوسنة والهرسك تم إنشاؤه للبوشناق (المسلمين) والكروات من الرجال والنساء والأطفال في محاولة للتطهير العرقي للمناطق الخاضعة لسيطرة صرب البوسنة والهرسك. تم احتجاز المعتقلين في حظيرتين كبيرتين وتعرضوا للتعذيب وحرموا من الطعام والماء وأجبروا على حفر الخنادق وحمل الذخيرة إلى الخطوط الأمامية والعمل في الحقول والمصانع ودفن الموتى. كان السجناء يتعرضون يوميا للضرب والاعتداء الجنسي وأجبروا على ضرب بعضهم البعض.
على الرغم من أنه يعتقد أن المعسكر قد أقيم في الفترة ما بين 1 أبريل ويونيو 1992 إلا أنه تم تأكيد وجوده من قبل الصحافة الأجنبية فقط في أغسطس 1992. زارت هيومن رايتس ووتش وهلسنكي واتش المعكسر مرتين في أغسطس 1992 وسُمح لها بمقابلة المحتجزين وكان معظمهم خائفين للغاية من مشاركة أي معلومات حول الأحداث الجارية.

## المحاكمات
في لائحة الاتهام ضد فريق أول الصربي البوسني السابق راتكو ملاديتش ادعى ممثلو الادعاء في المحكمة الجنائية الدولية ليوغوسلافيا السابقة أن 6 سجناء على الأقل قُتلوا في المعسكر وأن كثيرين آخرين تعرضوا للاغتصاب أو تعرضوا للإيذاء الجسدي والنفسي. تؤكد المصادر البوسنية أن ما يصل إلى 80 نزيل لقوا حتفهم في المعكسر بين عام 1992 وأوائل عام 1996.
في 2 مارس 2012 بدأت محاكمة أربعة من حراس المعسكر الصرب السابقين (أووكو باييتش وبيتار دميتروفيتش وجورج كرستيتش وليوبومير ميشيتش) في محكمة بيلينا. واتُهم المتهمون الأربعة بإساءة معاملة السجناء البوشناق وضربهم. تم تحديد دميتروفيتش من قبل الشهود على أنه قائد المعسكر وتم تحديد باييتش كخلف له وتم تحديد كرستيتش كبديل لباييتش وتم التعرف على ميشيتش كقائد للحرس. استمرت المحاكمة بعد ذلك بعامين.
صربي آخر غليغور بيغوفيتش اعتقل في روغاتيكا بتهمة ارتكاب جرائم حرب في 28 أبريل 2014. بدأت محاكمته في 26 نوفمبر 2014. وجهت لبيغوفيتش لائحة اتهام بارتكاب جرائم ضد البوشناق في معسكر اعتقال باتكوفيتش في عام 1992. بيغوفيتش متهم كذلك بالمشاركة في الضرب مع حراس آخرين مما تسبب في وفاة العديد من المعتقلين. حُكم عليه بالسجن 13 عام في 9 ديسمبر 2015.

## سجناء بارزون
- فكرت مالوفتشيتش: مغني.
- سليمان تيهيتش: سياسي.